# Heteronyx metropolitanus
Heteronyx metropolitanus är en skalbaggsart som beskrevs av Blackburn 1909. Heteronyx metropolitanus ingår i släktet Heteronyx och familjen Melolonthidae. Inga underarter finns listade i Catalogue of Life.